# Gary Holt
Gary Wayne Holt (Richmond, Kalifornija, 4. svibnja, 1964.) je američki gitarist iz San Francisca. Gitarist i glavni tekstopisac američkog thrash metal sastava Exodus i također gitarist američkog thrash metal sastava Slayer, u kojem je preuzeo dužnost nakon što je glavni gitarist Jeff Hanneman preminuo 2013. godine.

## Životopis

### Exodus
Nakon što je gitarist Tim Agnello napustio Exodus 1981. godine, Holt se pridružio sastavu i postao glavni gitarist i tekstopisac. Nakon što je Kirk Hammett napustio sastav 1983. kako bi se pridružio Metallici, Holt je držao sastav na nogama, on i Rick Hunolt su bili prozvani kao Exodusovi' "H-Team" gitaristi. Holt je jedini član Exodusa koji se pojavljuje na svakom albumu.

### Slayer
Dana 12. veljače 2011., objavljeno kako će Holt privremeno zamijeniti gitarista Jeffa Hannemana u sastavu Slayer. Holt je također svirao za Slayera na "Big 4 Concert" u Indiju, Kalifornija, 23. travnja, 2011., također i na "Fun Fun Fun Fest" u Austinu, Texas, 6. studenog, 2011. Holt je još uvijek u sastavu te se složio da će zamijeniti Jeffa Hannemana nakon njegove smrti, 2. svibnja, 2013. Također je gitarist na Slayerovom najnovijem albumu Repentless, ali nije doprinosio pisanju teksta, jedino solo dionicama na gitari.

## Diskografija
Exodus
- 1982. – 1982 Demo
- 1985. – Bonded by Blood
- 1987. – Pleasures of the Flesh
- 1989. – Fabulous Disaster
- 1990. – Impact Is Imminent
- 1991. – Good Friendly Violent Fun
- 1992. – Lessons in Violence
- 1992. – Force of Habit
- 1997. – Another Lesson in Violence
- 2004. – Tempo of the Damned
- 2005. – Shovel Headed Kill Machine
- 2007. – The Atrocity Exhibition... Exhibit A
- 2008. – Let There Be Blood
- 2010. – Exhibit B: The Human Condition
- 2014. – Blood In Blood Out

Slayer
- 2015. – Repentless[1]

Asylum
- 1990.	– Asylum (Demo)

Destruction
- 2008.	– D.E.V.O.L.U.T.I.O.N.

Heathen
- 2009.	– The Evolution of Chaos

Hypocrisy
- 2005.	– Virus

Laughing Dead
- 1990.	– Demo 1990 (Demo)

Metal Allegiance
- 2015. – Metal Allegiance [Gift of Pain][2]

Panic
- 1991.	– Epidemic

Tantara
- 2012. Based On Evil

Under
- 1998.	– Under (EP)

Warbringer
- 2009. – Waking into Nightmares

Witchery
- 2010.	– Witchkrieg